# Bordeaux XIII
Ne doit pas être confondu avec Girondins de Bordeaux (rugby à XIII).
Maillots
Bordeaux XIII est un ancien club français de rugby à XIII créé en 1934.
Le club disparaît à la fin des années 1970. 
Néanmoins, le rugby à XIII reprend place dans la métropole néo-aquitaine en 2019, avec la création d'une section Rugby à XIII féminin chez les Girondins de Bordeaux.

## Histoire
La fédération française de rugby à XV fut exclue du tournoi des cinq nations pour des faits de violence sur ses terrains et d'amateurisme marron. Elle décide alors de radier de nombreux joueurs de sa fédération dont Jean Galia, international français de rugby à XV et champion de France en 1929. il décide d'importer ce code de rugby en France et ce faire organise une tournée de clubs britanniques sur le territoire français.
M. Loze, propriétaire du parc de Suzon et du SA Bordeaux (club de rugby à XV demi finaliste du championnat de France en 1927), se propose d'accueillir l'une des rencontres organisées par Galia en son stade le 10 mai 1934 entre une sélection française montée par Galia et une sélection britannique du Yorkshire. Cet évènement n'est au goût de la fédération française de rugby à XV qui décide purement et simplement de radier sans discussion préalable M. Loze de sa fédération ainsi que son comité directeur composé entre autres de M. Queheillard (secrétaire) et M. Emile Pelot (trésorier). La rencontre organisée de rugby à XIII rencontre toutefois un franc succès et donne naissance à un embryon de ligue de rugby à XIII et donne le point de départ à la création de Bordeaux XIII.
La création du club de Bordeaux XIII est donc à l'initiative de M. Loze, propriétaire du parc de Suzon, secondé par M. Fernand Queheillard (secrétaire) et M. Emile Pelot (trésorier), tous trois annoncent l'équipe qui prend part à la première édition du Championnat de France en septembre 1934 en recrutant des étrangers tels Albert Falwasser (ancien international de rugby à XV maori) et des vedettes du rugby à XV français tels que Robert Chabannes et Marcel Villafranca. 
Ses couleurs étaient rouge et blanc, couleurs du club de rugby à XV du Sport athlétique bordelais dont étaient issus les principaux joueurs et dirigeants de Bordeaux XIII. Après le décès M. Loze en 1938 , M. Rosenblatt prend la présidence dans les années 1930.
De 1934 à 1940, le club joua au stade de Suzon, situé à Talence,  puis après 1944 au stade vélodrome municipal de Lescure. Bordeaux XIII était un club majeur d'avant-guerre, finaliste du championnat en 1936, il sera sacré champion de France l'année suivante en l'emportant sur le XIII catalan. 
Bordeaux XIII fusionne ensuite au niveau des équipes premières avec Côte basque XIII durant les saisons 1946-47 et 1947-48. En 1954, Bordeaux remporte son second championnat. Plus tard, le club fera une entente avec Facture et la majorité des rencontres se disputeront à Biganos. 
Le 20 mai 1978, Bordeaux quitte la division nationale et disparaît peu de temps après.

## Palmarès
| Championnat de France                                | Coupe de France                         |
| ---------------------------------------------------- | --------------------------------------- |
| - Champion (2) : 1937, 1954. - Finaliste (1) : 1936. | - Vainqueur (0) - Finaliste (1) : 1956. |

## Joueurs emblématiques
La littérature treiziste considère que de grands joueurs ont joué à Bordeaux. On peut ainsi citer, parmi d'autres,  le cas de Raoul Bonamy, ancien international de rugby à XV, le néo-zélandais Albert Falwasser.
Quelques jours avant la déclaration de guerre à l'Allemagne en 1940, le club girondin avait réussi à faire signer deux joueurs renommés, le talonneur palois Lassalé, et,  fait original, un joueur de pelote basque, Boudon.
L’ailier gersois Raymond Contrastin qui était un des meilleurs marqueur de l’Équipe de France permit à Bordeaux d’être champion de France en 1954.
- Clément Andrinople
- José Audignon
- André Audy
- Paul Bartoletti
- Angélo Boldini
- Raoul Bonamy
- Louie Brown
- Maurice Brunetaud
- André Carrère
- Robert Chabannes
- Raymond Contrastin[4].
- Jean Darricau
- Joseph Desclaux
- Jean Duhau
- Cyprien Estoueigt
- Albert Falwasser
- Roger Garnung
- Jean Hatchondo
- Albert Kaemph
- André Larroche
- Odé Lepes
- Henri Mounès
- François Nouel
- Marcel Nourrit
- Armand Save
- Henri Sorondo
- Marcel Villafranca

## Bilan du club toutes saisons et toutes compétitions confondues
| Année                                              | Année                                              | Saison régulière                                   | Saison régulière                                   | Saison régulière                                   | Saison régulière                                   | Saison régulière                                   | Saison régulière                                   | Saison régulière                                   | Saison régulière                                   | Phase finale                                       | Phase finale                                       | Phase finale                                       | Phase finale                                       | Phase finale                                       | Phase finale                                       | Phase finale                                       | Coupe           |
| Année                                              | Année                                              | Class.                                             | Points                                             | J                                                  | V                                                  | N                                                  | D                                                  | Pp                                                 | Pc                                                 | Perf.                                              | J                                                  | V                                                  | N                                                  | D                                                  | Pp                                                 | Pc                                                 | Performance     |
| Championnat de France de première division         | Championnat de France de première division         | Championnat de France de première division         | Championnat de France de première division         | Championnat de France de première division         | Championnat de France de première division         | Championnat de France de première division         | Championnat de France de première division         | Championnat de France de première division         | Championnat de France de première division         | Championnat de France de première division         | Championnat de France de première division         | Championnat de France de première division         | Championnat de France de première division         | Championnat de France de première division         | Championnat de France de première division         | Championnat de France de première division         | Coupe de France |
| 1935                                               | 1935                                               | 2e                                                 | 42                                                 | 18                                                 | 12                                                 | 0                                                  | 6                                                  | ?                                                  | ?                                                  | pas de phase finale                                | pas de phase finale                                | pas de phase finale                                | pas de phase finale                                | pas de phase finale                                | pas de phase finale                                | pas de phase finale                                | Quart de finale |
| Championnat de France de première division Poule B | Championnat de France de première division Poule B | Championnat de France de première division Poule B | Championnat de France de première division Poule B | Championnat de France de première division Poule B | Championnat de France de première division Poule B | Championnat de France de première division Poule B | Championnat de France de première division Poule B | Championnat de France de première division Poule B | Championnat de France de première division Poule B | Championnat de France de première division Poule B | Championnat de France de première division Poule B | Championnat de France de première division Poule B | Championnat de France de première division Poule B | Championnat de France de première division Poule B | Championnat de France de première division Poule B | Championnat de France de première division Poule B | Coupe de France |
| 1936                                               | 1936                                               | 1er                                                | 28                                                 | 10                                                 | 9                                                  | 0                                                  | 1                                                  | ?                                                  | ?                                                  | Finaliste                                          | 3                                                  | 2                                                  | 0                                                  | 1                                                  | 38                                                 | 38                                                 | Demi-finale     |
| Championnat de France de première division         | Championnat de France de première division         | Championnat de France de première division         | Championnat de France de première division         | Championnat de France de première division         | Championnat de France de première division         | Championnat de France de première division         | Championnat de France de première division         | Championnat de France de première division         | Championnat de France de première division         | Championnat de France de première division         | Championnat de France de première division         | Championnat de France de première division         | Championnat de France de première division         | Championnat de France de première division         | Championnat de France de première division         | Championnat de France de première division         | Coupe de France |
| 1937                                               | 1937                                               | 2e                                                 | 41                                                 | 17                                                 | ?                                                  | ?                                                  | ?                                                  | ?                                                  | ?                                                  | Champion                                           | 2                                                  | 2                                                  | 0                                                  | 0                                                  | 44                                                 | 20                                                 | Demi-finale     |
| 1938                                               | 1938                                               | 4e                                                 | 41                                                 | 18                                                 | 11                                                 | 1                                                  | 6                                                  | 325                                                | 184                                                | Demi-finale                                        | 2                                                  | 1                                                  | 0                                                  | 1                                                  | 37                                                 | 27                                                 | Quart-de-finale |
| 1939                                               | 1939                                               | 4e                                                 | 57                                                 | 24                                                 | 16                                                 | 1                                                  | 7                                                  | 369                                                | 211                                                | Demi-finale                                        | 1                                                  | 0                                                  | 0                                                  | 1                                                  | 8                                                  | 24                                                 | Demi-finale     |